# Kudos Film and Television
Kudos Film and Television (ou simplesmente Kudos) é uma empresa britânica de produção de filmes e séries de televisão. Fundada em 1992, sua sede fica localizada na cidade de Londres. 
A Kudos produz telesséries para a BBC, ITV e Channel 4, suas produções incluem Spooks, Hustle, Life on Mars e seu spin-off Ashes to Ashes, The Amazing Mrs Pritchard e M.I. High. Em 2007 foi eleito Melhor Empresa de Produção Independente pela revista Broadcast. 

## História
Fundada em 1992, a Kudos foi vendida em 2007 para o Grupo Shine. Em 2007, também foi criada a sua unidade de filmes, a Kudos Pictures. Em 2011, o Grupo Shine foi adquirido pela News Corporation (atual 21st Century Fox) e, em 2015, foi incluída em uma joint venture entre a 21st Century Fox e o Apollo Global Management Endemol e CORE Media Group, como Endemol Shine Group.